# Dianthus benearnensis
Dianthus benearnensis là loài thực vật có hoa thuộc họ Cẩm chướng. Loài này được Loret mô tả khoa học đầu tiên năm 1858.